# George Porter
George Hornidge Porter, baron Porter z Luddenhamu (6. prosince 1920 – 31. srpna 2002) byl anglický fyzikální chemik, nositel Nobelovy ceny za chemii za rok 1967. Obdržel ji společně s Manfredem Eigenem a Ronaldem G. W. Norrishem za výzkum mimořádně rychlých chemických reakcí. Studia zahájil na Univerzitě v Leedsu, poté bojoval za druhé světové války v námořnictvu. Po válce přešel do Cambridge, kde se svým vedoucím Ronaldem Norrishem konali výzkumy, jež jim pak oběma zajistily Nobelovu cenu. Jako učitel a akademický funkcionář vykonával řadu důležitých funkcí v britském akademickém systému a v roce 1972 byl povýšen do šlechtického stavu. Byl také významným popularizátorem vědy.